# Ljubo Sirc
Ljubo Sirc, CBE, slovenski in britanski ekonomist, * 19. april 1920, Kranj, † 1. december 2016.

## Življenje
Ljubo Sirc se je 19. aprila 1920 rodil očetu Franju in materi Zdenki (rojena Pirc). Oče Franjo je bil predvsem v tridesetih letih 20. stoletja eden najuspešnejših slovenskih podjetnikov. Po maturi v Kranju je Sirc v Ljubljani študiral pravo, že zelo zgodaj pa ga je pričela zanimati tudi ekonomija. Ob nemški okupaciji je družina iz Kranja zbežala v Ljubljano, saj je Sirčevim grozila izselitev v Srbijo, obenem pa je družina ostala skoraj brez premoženja. Med okupacijo je bil Sirc aktiven v odporniški skupini Stara pravda, ki je bila nekaj časa del Osvobodilne fronte, in ki jo je vodil Črtomir Nagode. Po izključitvi Stare pravde iz Osvobodilne fronte je Sirc odšel v Švico in tam iskal stik z zavezniki. Sirc je nato sodeloval v bojih Pete prekomorske brigade in v artileriji VII. korpusa.
Po vojni je družina Sirc zašla v nemilost pri tedanjih komunističnih oblasteh. Ljubo Sirc si je prizadeval za obnovitev večstrankarstva, zaradi česar je komunističnim oblastem postal politično sumljiv. Z očetom Franjom sta bila leta 1947 aretirana in sta bila še istega leta obsojena v tim. Nagodetovem procesu. Oče je bil sprva obsojen na 10 let zapora s prisilnim delom (kasneje pa zaradi bolezni predčasno izpuščen), Ljubo pa sprva na smrt, a je bila kazen spremenjena na 20 let strogega zapora s prisilnim delom. V zaporu je preživel sedem let in pol. Leta 1954 je bil sicer izpuščen iz zapora, a zanj v Jugoslaviji ni bilo ne dela in ne prihodnosti, zato je že leta 1955 preko Italije zbežal v Združeno kraljestvo. Leta 1961 je na Univerzi v Fribourgu v Švici doktoriral iz ekonomije, nato pa predaval ekonomijo v Bangladešu in nato v Glasgowu. Oženil se je Sue, ki jo je spoznal na univerzi na Škotskem, v zakonu pa se jima je rodila hčer Nadia. Leta 1983 je ustanovil in nato dolga leta vodil londonski inštitut za preučevanje komunističnih gospodarstev (CRCE ali Centre for Research into Communist Economies; od leta 1996 Centre for Research into Post-communist Economies).
Sirc se je v Slovenijo vrnil šele leta 1989. Vrhovno sodišče Republike Slovenije je leta 1991 razveljavilo sodbo iz Nagodetovega procesa. Leta 1992 je kot član LDS kandidiral na predsedniških volitvah, vendar je pri tem šlo predvsem za liberalno-demokratski politični manever, Sirc pa je nato v predvolilnem boju ostal sam in brez podpore ter bil na volitvah poražen.
Po padcu socialističnega režima je dobil le manjšo odškodnino za nacionalizirano premoženje in si je vrsto let neuspešno prizadeval za izplačilo večje odškodnine. Med ekonomisti v postsocialističnih deželah je do zadnjega užival velik ugled, zlasti med liberalno usmerjenimi. Proti koncu svojega življenja, je živel v Veliki Britaniji in v Sloveniji. Leta 2004 je bil med pobudniki ustanovitve konservativno-liberalnega civilno-družbenega združenja Zbor za republiko. Od leta 2008 do leta 2010 je sodeloval kot predavatelj na Liberty Seminars v organizaciji društva Svetilnik. Leta 2010 pa se je včlanil v Slovensko demokratsko stranko.

## Dosežki
- Ustanovitelj in predstojnik londonskega inštituta, ki se imenuje Center za raziskavo komunističnih gospodarstev (CRCE; danes Centre for Research into Post-communist Economies)
- Kandidatura 1992 za predsednika Republike Slovenije
- Avtor več knjig o mednarodni ekonomiji

## Priznanja
- Prejemnik visokega odlikovanja in priznanja Združenega kraljestva CBE (komtur viteškega reda), ki mu ga je za njegovo življenjsko delo podelila kraljica Elizabeta II.[15]
- Zavrnil je zlati znak svobode, ki mu ga je nameraval podeliti Janez Drnovšek.[11]